# 보리스 체르토크

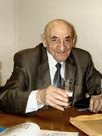

보리스 체르토크(러시아어: Бори́с Евсе́евич Черто́к, 1912년 14 March(율리우스력 1 March)    ~ 2011년 12월 14일) 러시아의 전기 엔지니어이자 소련의 우주 계획에 참여하는 제어 시스템 설계자였으며 나중에 Roscosmos에 취직했다.
그의 지도 하에 주요 책임은 주로 러시아 미사일 및 로켓 시스템의 컴퓨터 제어 시스템을 기반으로 했으며 소련 우주 프로그램의 역사에 대한 정보의 확실한 출처인 4권으로 된 책을 저술했다.
1974년부터 그는 1946년에 그가 일하기 시작한 우주 항공기 설계국인 SP 코롤료프 로켓&스페이스 코퍼레이션 에네르기아의 수석 설계자였다. 그는 1992년에 은퇴했다.